# Edmondiidae
Famille
Les Edmondiidae sont une famille fossile de mollusques bivalves marins de la super-famille des Edmondioidea.

## Liste des genres
Selon World Register of Marine Species (8 juillet 2025) :
- † Allorisma W. King, 1844
- † Cardiomorpha de Koninck, 1841
- † Clisocolus Gabb, 1869
- † Edmondia de Koninck, 1841
- † Mactromya Agassiz, 1843
- † Pseudedmondia P. Fischer, 1887

Selon Paleobiology Database (8 juillet 2025) :
- † Allorisma W. King, 1844
- † Edmondia de Koninck, 1841
- † Globicarina Waterhouse, 1965
- † Notomya M'Coy, 1847
- † Scaldia de Ryckholt, 1847

## Systématique
Le nom valide complet (avec auteur) de ce taxon est Edmondiidae King, 1850,.
Edmondiidae a pour synonyme :
- Mactromyidae L. R. Cox, 1929

### Publication originale
- [1850] (en) William King, « A Monograph of the Permian Fossils of England », Monograph of the Palaeontographical Society, Londres, vol. 3, no 5,‎ 1850, p. 1-258 (ISSN 0269-3445, e-ISSN 2576-1900, DOI 10.5962/bhl.title.114608, lire en ligne, consulté le 8 juillet 2025). .